# Andreas Widerberg
Andreas Widerberg, född 28 oktober 1766 i Göteborg, död 25 april 1810 i Stockholm, var en svensk skådespelare och teaterdirektör, verksam från 1780 vid teatern Comediehuset på Sillgatan i Göteborg, som då leddes av Johan von Blanc.

## Biografi
Andreas Widerberg var son till bokhållaren Anders Widerberg (d. 1771) och Christina Margareta Jungberg. Fadern uppges ha varit fattig och Widerberg ska ha lärts upp till hökare.
Han var en av de mest populära skådespelarna i Göteborg. Han var verksam från 1780 vid teatern Comediehuset på Sillgatan i Göteborg, som då leddes av Johan von Blanc. 1786 övertog Widerberg ledarskapet för teatern. Widerberg var den förste att spela Hamlet på en svensk scen 24 januari 1787. Som direktör efterträddes han av Lovisa Simson (med Johan Petersson som konstnärlig ledare).
Han erbjöds 1790 av Gustav III engagemang vid Kungliga teatern, där han var verksam till 1810. På Dramaten spelade han Pompée i Oden, Helmfeldt, Fale Bure och Tancred. Enligt källor var han populär särskilt bland kvinnor på grund av sitt utseende, och han berömdes för sin "ädla manliga figur" och sin diktion.
23 januari 1801 överlät Andreas Widerberg sitt Kungliga Theaterprivilegium till Johan Petter Lewenhagen, Johan Peter Strömberg och A. O. Hofflund som gällde för Göteborg och alla rikets städer utom Residenset Stockholm. Detta mot villkor att de ombesörjde alla omkostnader, bevillingar och avgifter vid pjäsernas uppförande.
Han gjorde minst en tryckt pjäsöversättning, Jean Nicolas Bouilly's Abbé de l'épée eller Den döfve och dumbe: historiskt skådespel uti fem acter (L'Abbé de l'épée) (Stockholm, 1801) och utgav Teater almanach för år 1805 (Stockholm, 1804).
Han gifte sig 1786 med sin motspelare Anna Catharina Widebäck och blev far till bland andra Henriette Widerberg och Fredrik Julius Widerberg.